# Битат, Рабах
Рабах Битат (араб. رابح بيطاط‎, 19 декабря 1925 года, Айн-эль-Карма — 9/10 апреля 2000 года, Париж) — алжирский политический, военный и государственный деятель. Исполняющий обязанности президента Алжира с 27 декабря 1978 года по 9 февраля 1979 года. Исполнял обязанности президента после смерти президента Хуари Бумедьена и был замещён Шадли Бенджедидом, после чего вернулся на должность председателя парламента. Состоял в партии Фронт национального освобождения.

## Биография

### Юность. Участие в войне за независимость Алжира
Рабах Битат родился 19 декабря 1925 года в местечке Айн-эль-Карма (фр.  Ain El Karma) близ города Константины в Алжире, который был в те годы колонией Франции. С юных лет участвовал в освободительном движении. В 1940 году вступил в Алжирскую народную партию (фр. Parti du Peuple Algerien, PPA), был членом Движения за торжество демократических свобод, МТЛД (фр. Mouvement pour le Triomphe des Libertes Democratique, MTLD) Мессали Хаджа. Входил в подпольную вооруженную группу «Специальной организации» (OS), которую в 1949 году возглавил Ахмед Бен Белла. За нападение на почтовое отделение в городе Оран был заочно приговорен к 10 годам тюремного заключения. Один из ведущих руководителей боевиков МТЛД и одини из лидеров партийной фракции, обвинявшей Мессали аль-Хаджа в предательстве интересов Алжира и отказе от борьбы. В марте1954 года стал одним из учредителей Революционного комитета единства и действия, призванного примирить три враждующие фракции «Движения за торжество демократических свобод». Однако в июле Комитет самораспустился, не выполнив своей задачи. После этого Битат и другие вожди боевиков в кратчайший срок реорганизовали вооруженное подполье и увтановили связи с отрядами алжирской молодежи, бежавшей в горы от французских властей. Входил в «группу 22-х» — группу лидеров алжирской революции, собравшихся на подпольный съезд в квартале Кло Саламбье (г. Алжир) в июле 1954 года. На этом съезде был избран членом Революционного совета или «группы 6» (в неё кроме него входили Мохаммед Будиаф, Крим Белкасем, Мустафа Бен Булаид, Ларби Бен М’Хиди и  Мурад Дидуш) — первого руководства будущего ФНО. 10 октября 1954 года стал одним из основателей Фронта национального освобождения Алжира и Армии национального освобождения. В тот же день вошел в руководство ФНО — реорганизованный Революционный совет или «группу 9», куда были также включены находившиеся в Каире лидеры эмиграции — Ахмед Бен Белла, Х. Аит Ахмед и М. Хидер.  Первый командир сил Фронта в IV вилайе (район города Алжир). В марте 1955 года был захвачен в плен французской армией и приговорен военным трибуналом к пожизненному заключению. Переправлен в тюрьму во Францию. В 1958 году заочно был назначен министром без портфеля Временного правительства Алжирской Республики.  В 1962 году после заключения Эвианских соглашений, давших Алжиру независимость, Рабах Битат был освобожден и вернулся на родину.

### Политическая карьера в независимом Алжире
По возвращении в Алжир Рабах Битат стал членом Политбюро Фронта национального освобождения и был назначен заместителем Председателя Совета Министров Алжирской Народной Демократической Республики. В мае 1963 года из-за разногласий с Президентом Ахмедом Бен Беллой он был переведен на должность третьего заместителя Председателя Совета Министров, а в сентябре 1963 года вышел из правительства и Политбюро ФНО. В 1964 году Рабах Битат уехал из Алжира во Францию.

После свержения Бен Беллы в ходе переворота 19 июня 1965 года созданный армией Революционный совет во главе с полковником Хуари Бумедьеном начал переговоры с Рабахом Битатом и другими бывшими лидерами ФНО — Ферхатом Аббасом, Кримом Белькасемом и Мухаммедом Будиафом. В отличие от остальных Рабах Битат согласился пойти на сотрудничество с новым режимом. 10 июля 1965 года он был назначен Государственным министром. 13 — 18 декабря 1965 года Рабах Битат в составе делегации сопровождал Хуари Бумедьена в его поездке в СССР. 
Во время этой поездки, как сообщала советская печать, на Московском заводе малолитражных автомобилей Битата посадили за руль «Москвича — 408», после чего он сказал, что "у этой модели большое будущее. ".
 В 1966 году был переведен на пост Министра транспорта. В марте 1977 года Рабах Битат был избран председателем Национального народного собрания АНДР.

### Временный президент. Завершение карьеры
После смерти 27 декабря 1978 году Президента Хуари Бумедьена Рабах Битат согласно Конституции занял пост временного главы государства сроком на 45 дней. За это время руководство страны решило, кто станет наследником Бумедьена и подготовило проведение съезда ФНО.
22 января 1979 года было объявлено о проведении выборов нового Президента Алжира, а 31 января IV (Чрезвычайный) съезд партии ФНО избрал генеральным секретарем и кандидатом на пост Президента координатора армии в рамках Революционного совета полковника Шадли Бенджедида. 7 февраля Бенджедид Шадли был избран Президентом Алжира.
9 февраля 1979 года Битат передал полномочия Президента полковнику Шадли Бенджедиду. Он вернулся на пост председателя Национального народного собрания, но при этом вошел в состав Политбюро партии ФНО.
В июне того же года Рабах Битат стал одним из 4 членов Высшего совета безопасности Алжира (в него также входили Президент Шадли Бенджедид, Премьер-министр Мохаммед Абдельгани и Министр иностранных дел Мохаммед Беняхья).
Битат избирался председателем парламента четыре раза подряд. В 1988 году он вышел из Политбюро партии Фронт национального освобождения, а 3 октября 1990 года, на открытии осенней сессии парламента, подал в отставку с поста председателя Национального народного собрания и стал рядовым депутатом, заявив при этом протест против проводимой либерализации экономики.
В дальнейшем Рабах Битат не принимал участия в политической жизни Алжира. 5 июля 1999 года были особо отмечены его заслуги в достижении независимости.
Рабах Битат скончался 10 апреля 2000 года в Париже.

## Память
Его именем был назван аэропорт города Аннаба.

## Сноски
- https://web.archive.org/web/20071007090133/http://www.el-mouradia.dz/francais/presidence/portrait/presidencefr.htm